# Sint-Jozefskerk (Sint-Niklaas)
De Sint-Jozefskerk is een  katholieke kerk in de Belgische stad Sint-Niklaas. De kerk staat in de zuidelijke stadswijk Tereken.

## Geschiedenis

### Voorgeschiedenis
In de huidige wijk Tereken stond lange tijd een Mariakapel. De eerste vermelding dateert van 1578. Tijdens de Franse Revolutie werd deze verwoest maar werd in 1814 terug opgebouwd. Toen de parochie Tereken in 1872 werd opgericht werd de kapel ook gebruikt als kerk. Het was de derde parochie van de stad, naast die van de Sint-Nicolaaskerk (sinds de 13e eeuw) en de Onze-Lieve-Vrouw-van-Bijstand-der-Christenenkerk (sinds 1841). De Sint-Jozefparochie bestond toen vooral uit arme mensen, zoals arbeiders, landbouwers, klompenmakers en wevers.

### Bouw
In 1872 begonnen de eerste werken al, hoewel pas in 1874 de plannen bij koninklijk besluit werden goedgekeurd. De eerstesteenlegging vond plaats op 20 oktober 1874. De kerk was volledig afgewerkt in 1878 en werd ingezegend op 19 april 1880 door Gustave De Battice, hulpbisschop van het bisdom Gent. De bouw werd betaald door de staat, de provincie Oost-Vlaanderen, de stad maar ook vele giften van privépersonen.

### Aanpassingen
In 1951 werd een tweede sacristie toegevoegd, die in de oorspronkelijke plannen wel was voorzien. In 1977 werd de binnenkant gerestaureerd. Het gebouw is een beschermd monument sinds 2000.

## Beschrijving
De bakstenen kerk werd ontworpen door toenmalig stadsarchitect Edmund Serrure sr. in neogotische stijl. Het koor is naar het westen gericht in plaats van naar het oosten, zoals gebruikelijk is bij kerken, omdat er rekening gehouden moest worden met de reeds bestaande straten en bebouwing. Het heeft een lengte van 55 meter en een breedte van 31 meter, met een binnenoppervlakte van 1050 vierkante meter. De kerk was oorspronkelijk voorzien voor zo'n 1900 gelovigen. De toren heeft een hoogte van 65 meter.
Ten westen van de kerk ligt de begraafplaats van Tereken.

## Galerij

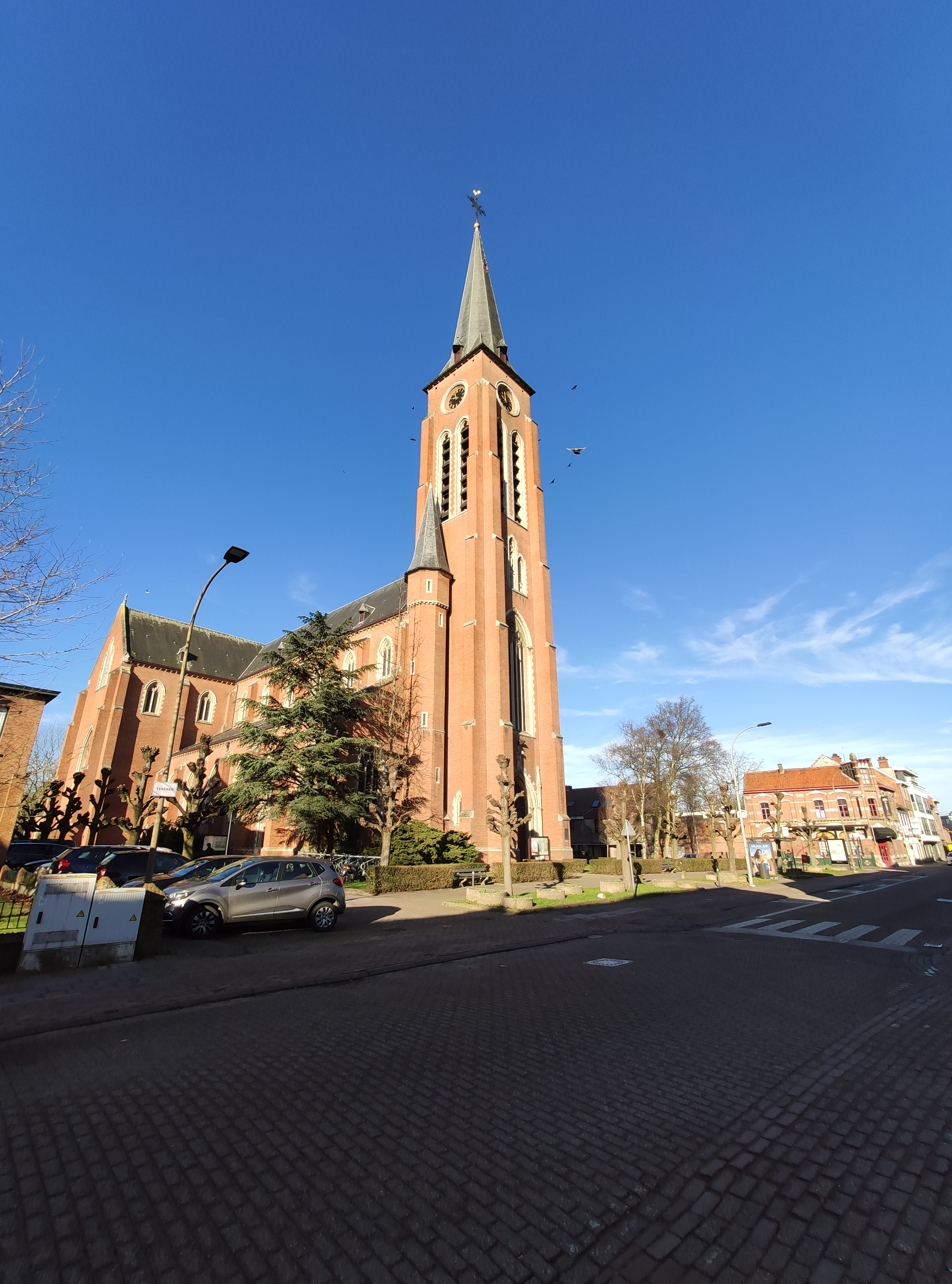
De Sint-Jozefskerk in het zonlicht
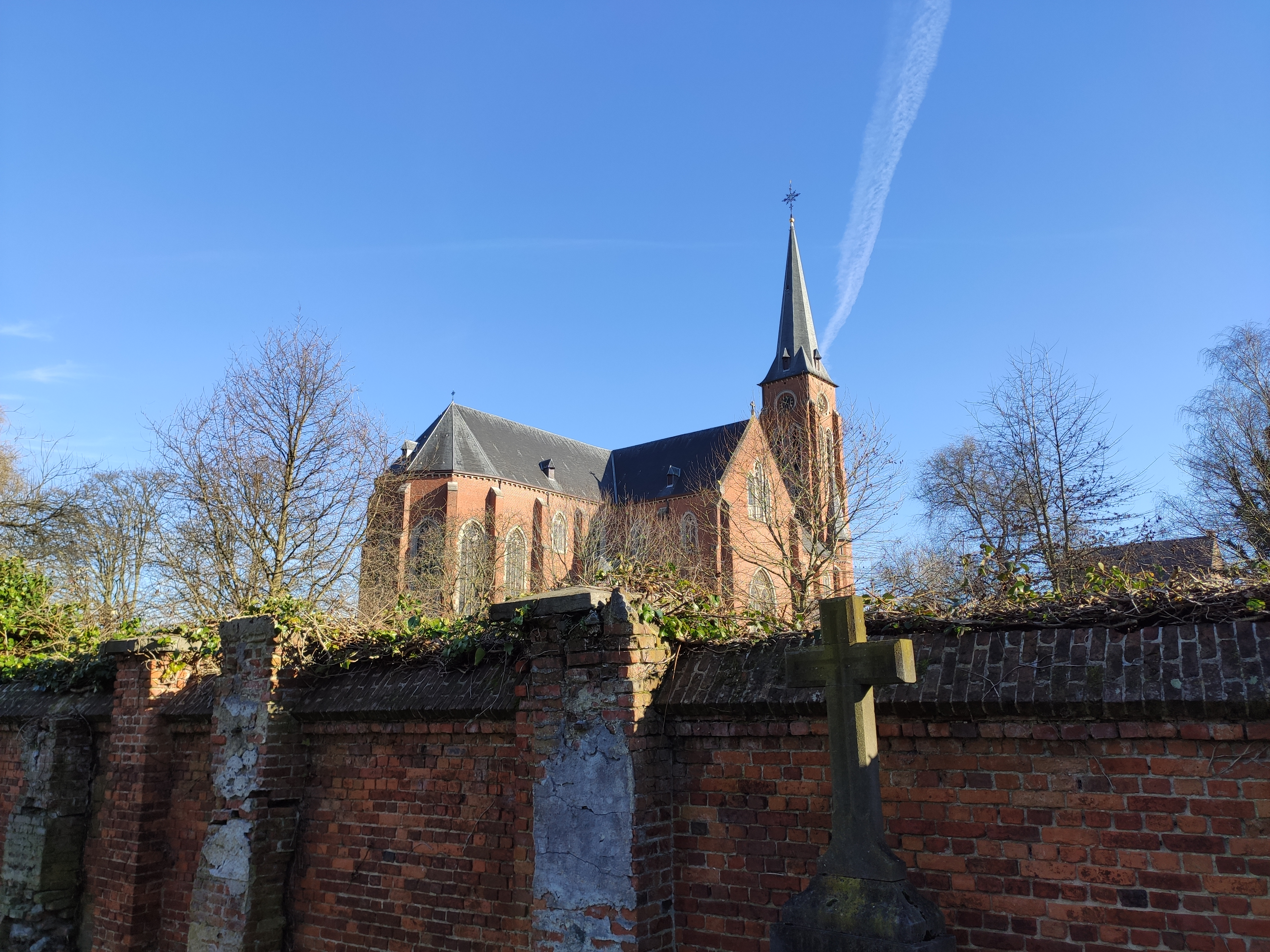
De Sint-Jozefskerk gezien vanuit de begraafplaats van Tereken
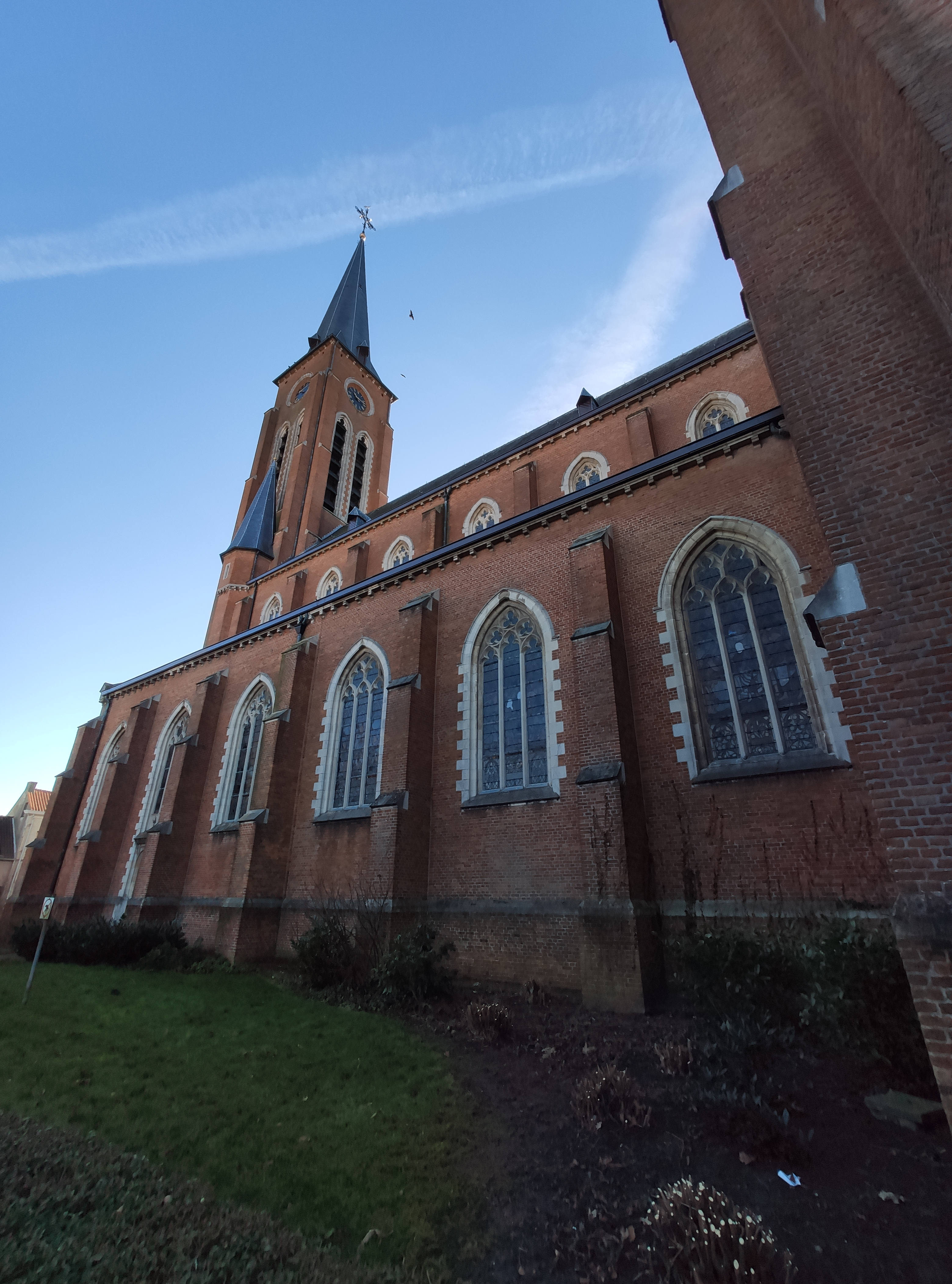
De zijgevel van de kerk
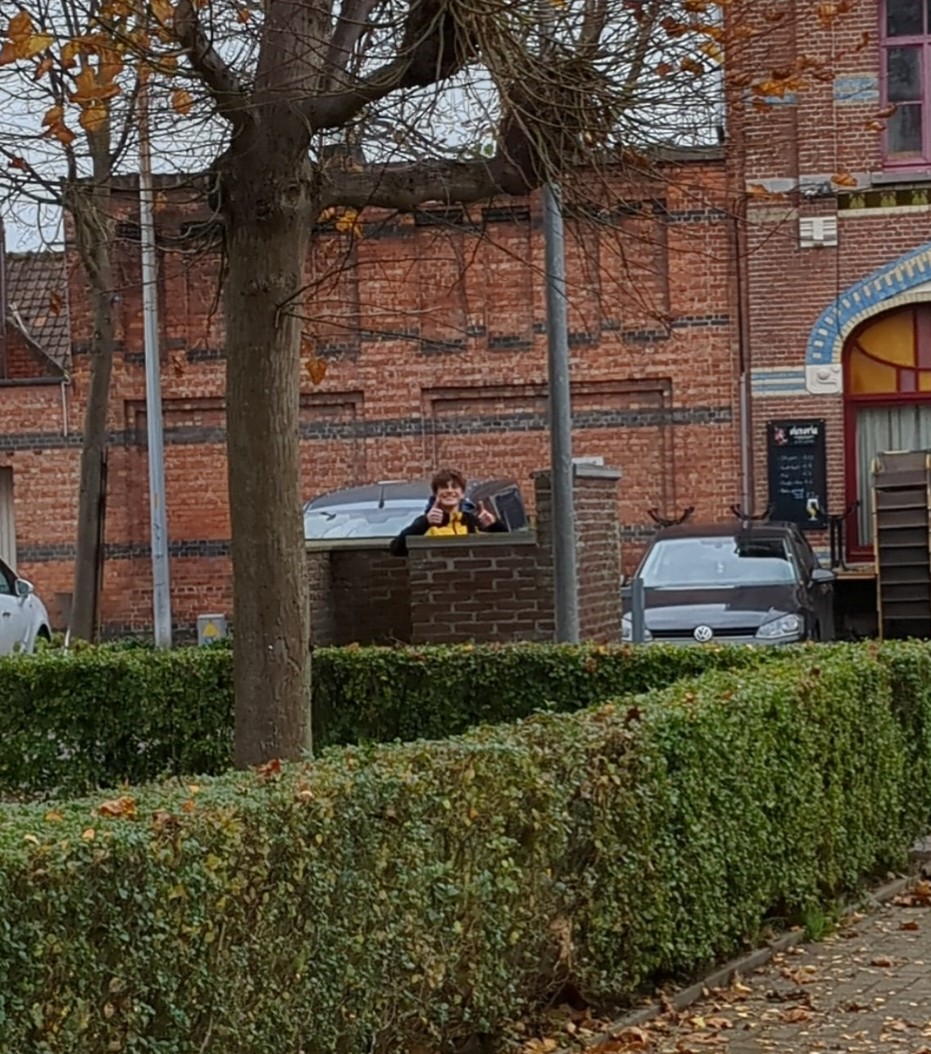
Een staand toilet in gebruik bij de Sint-Jozefkerk  in Sint-Niklaas